# Сявалкас-Хирпоси
Сявалка́с-Хирпо́си (чув. Ҫӗнӗ Хирпуҫ) — деревня в Вурнарском районе Чувашской Республики.  Входит в состав Кольцовского сельского поселения.

## География
Находится в центральной части Чувашии, на расстоянии приблизительно 6 км на восток по прямой от районного центра поселка Вурнары на левом берегу речки Малый Цивиль к югу от железнодорожной линии Вурнары-Канаш в районе разъезда Апнерка.

## История
Основана в 1910 году переселенцами из деревни Хирпоси, в том году уже было 6 дворов. В 1926 году учтено 33 двора и 164 жителя. В 1939 было учтено 313 жителей, в 1979 – 270. В 2002 году было 65 дворов, в 2010 – 53 домохозяйства. В 1931 году был образован колхоз «Колхозница», в 2010 действовало ООО «Аник».

## Население
Постоянное население составляло 160 человек (чуваши 97%) в 2002 году, 125 в 2010.